# Крученець
Круче́нець — село в Україні, у Житомирському районі Житомирської області. Входить до складу Оліївської сільської громади.

## Географія
Селом протікає річка Безіменна, права притока Ірши.

## Історія
В книзі М. І. Теодоровича «Історія статистичного опису церквів і приходів Волинської єпархії» на стор. 88 вказується, що до Новопільської церкви побудованої в 1860 році приписане село Крученець.
В селі Крученець в 1911 році було відкрите Крученецьке початкове сільське училище, а сам Крученець на той час відносився до Пулинської волості. В училищі 4 вчителі навчали 65 учнів. З них 28 хлопчиків і 27 дівчаток.
У XVIII столітті в с. Крученець поселилися чеські колоністи.
У 1923—54 роках — адміністративний центр Крученецької сільської ради Черняхівського району.

## Населення

### Мова
Розподіл населення за рідною мовою за даними перепису 2001 року:
| Мова       | Кількість | Відсоток |
| ---------- | --------- | -------- |
| українська | 248       | 98.8%    |
| російська  | 3         | 1.2%     |
| Усього     | 251       | 100%     |

## Постаті
- Литвинчук Дмитро Юрійович (1992—2017) — сержант Збройних сил України, учасник російсько-української війни.